# Donegal Celtic Football Club
Il Donegal Celtic Football Club  è una società calcistica nordirlandese con sede nella città di Belfast. Milita nella NIFL Premier Intermediate League, la terza divisione del campionato nordirlandese. Il club è stato fondato nel 1970 e gioca le sue partite casalinghe al Donegal Celtic Park, impianto che può ospitare 5000 posti di cui circa la metà a sedere. I colori sociali sono il bianco e il verde.

## Storia
Il Donegal Celtic fu formato nel 1970 da un gruppo di giovani appassionati di calcio, che decisero di costruire una squadra nel distretto Lenadoon, nella zona ovest di Belfast.
Nei primi anni, la squadra non poteva contare su molta disponibilità economica e si limitava a giocare partite amichevoli o competizioni estive di carattere locale, prima di registrare il nome attuale presso l'Irish Football League.

## Palmarès

### Competizioni regionali
- Northern Ireland Intermediate League: 8

1989–1990, 1990–1991, 1992–1993, 1993–1994, 1994–1995, 1998–1999, 1999–2000, 2001–2002